# Eriopsis grandibulbosa
Eriopsis grandibulbosa är en orkidéart som beskrevs av Oakes Ames och Charles Schweinfurth. Eriopsis grandibulbosa ingår i släktet Eriopsis och familjen orkidéer. Inga underarter finns listade i Catalogue of Life.